# Ламбула
Ламбула (фр. Lemboulas) је река у Француској. Дуга је 57 km. Улива се у Тарн. 